# Ciudadela de Varsovia
La Cytadela (ciudadela en idioma polaco) es una fortaleza del siglo XIX que se encuentra en Varsovia, Polonia. Fue construida por orden del zar Nicolás I después de la represión del levantamiento de noviembre de 1830 para reforzar el control del Imperio ruso sobre la ciudad. Fue utilizada como prisión a finales de la década de 1930.

## Historia
La ciudadela fue construida por orden personal del zar Nicolás I después del levantamiento de noviembre de 1830. El arquitecto principal, el Mayor General Iván Dehn, utilizó el plano de una fortaleza de Amberes como base para el suyo propio. La piedra angular fue puesta por el Mariscal de Campo Iván Paskévich, virrey de facto de la Polonia rusa.
La fortaleza es una construcción pentagonal de ladrillo con altas murallas exteriores, que rodean un área de 36 hectáreas. Su construcción requirió la demolición de 76 edificios residenciales y el reasentamiento forzoso de 15.000 personas.
La construcción comenzó el 31 de mayo de 1832 en el emplazamiento de un monasterio demolido y de la propiedad de Fawory. Oficialmente fue terminada el 4 de mayo de 1834, para conmemorar el decimoctavo cumpleaños del príncipe heredero Alejandro, de quien tomó su nombre (Cytadela Aleksandrowska en idioma polaco: Ciudadela Alejandrina). En realidad, sin embargo, la fortaleza no fue terminada hasta 1874. El costo de la construcción ascendió a los 11 millones de rublos (aproximadamente 8,5 toneladas de oro puro o 128 millones de euros en los valores actuales), una suma colosal para los estándares del siglo XIX, y fue pagada enteramente por la ciudad de Varsovia y el Banco de Polonia, como castigo adicional por el fracasado levantamiento.
En tiempo de paz, unos 5.000 soldados rusos estaban allí acuartelados. Durante el levantamiento de enero de 1863, la guarnición fue reforzada, llegando a tener más de 16.000 soldados. Hacia 1863 la fortaleza tenía 555 piezas de artillería de varios calibres, y podía cubrir la mayor parte del centro de la ciudad con fuego de artillería.

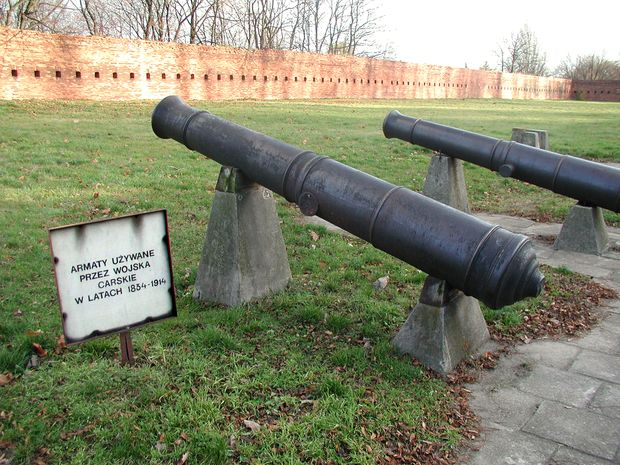
Artillería rusa y las murallas vistas desde el interior.

Junto a la fortaleza fueron construidas 104 casamatas usadas como prisión, que podían albergar hasta 2940 prisioneros, en su mayor parte políticos. En la lista de polacos encarcelados o ejecutados hasta la Primera Guerra Mundial hay notorios patriotas y revolucionarios. La lista incluye personas tan distintas como Apollo Korzeniowski, escritor, activista político y padre de Joseph Conrad; Romuald Traugutt, líder del levantamiento de enero de 1863; Jarosław Dąbrowski, más tarde jefe militar de la Comuna de París de 1871;  Feliks Dzierżyński, un líder de la Revolución Rusa de 1917 y fundador de la policía secreta llamada Cheka; la teórica marxista y revolucionaria, Rosa Luxemburgo; el futuro Mariscal de Polonia, Józef Piłsudski; el archirrival político de Piłsudski, Roman Dmowski; y Eligiusz Niewiadomski, asesino del primer presidente de Polonia, Gabriel Narutowicz. El infame Décimo Pabellón de la ciudadela es utilizado desde 1963 como museo.
Bastante antes de la llegada del siglo XX, se hizo evidente que las fortificaciones tradicionales de este tipo habían quedado obsoletas ante la moderna artillería estriada. Las autoridades zaristas planearon en 1913 destruir la fortaleza, pero para cuando estalló la Primera Guerra Mundial el proceso no había comenzado. En 1915 Varsovia fue ocupada por las fuerzas alemanas con poca oposición de la guarnición rusa, que abandonó la fortaleza y se retiró al este. Los alemanes volaron varias de sus estructuras, pero la parte principal de la ciudadela permaneció intacta.

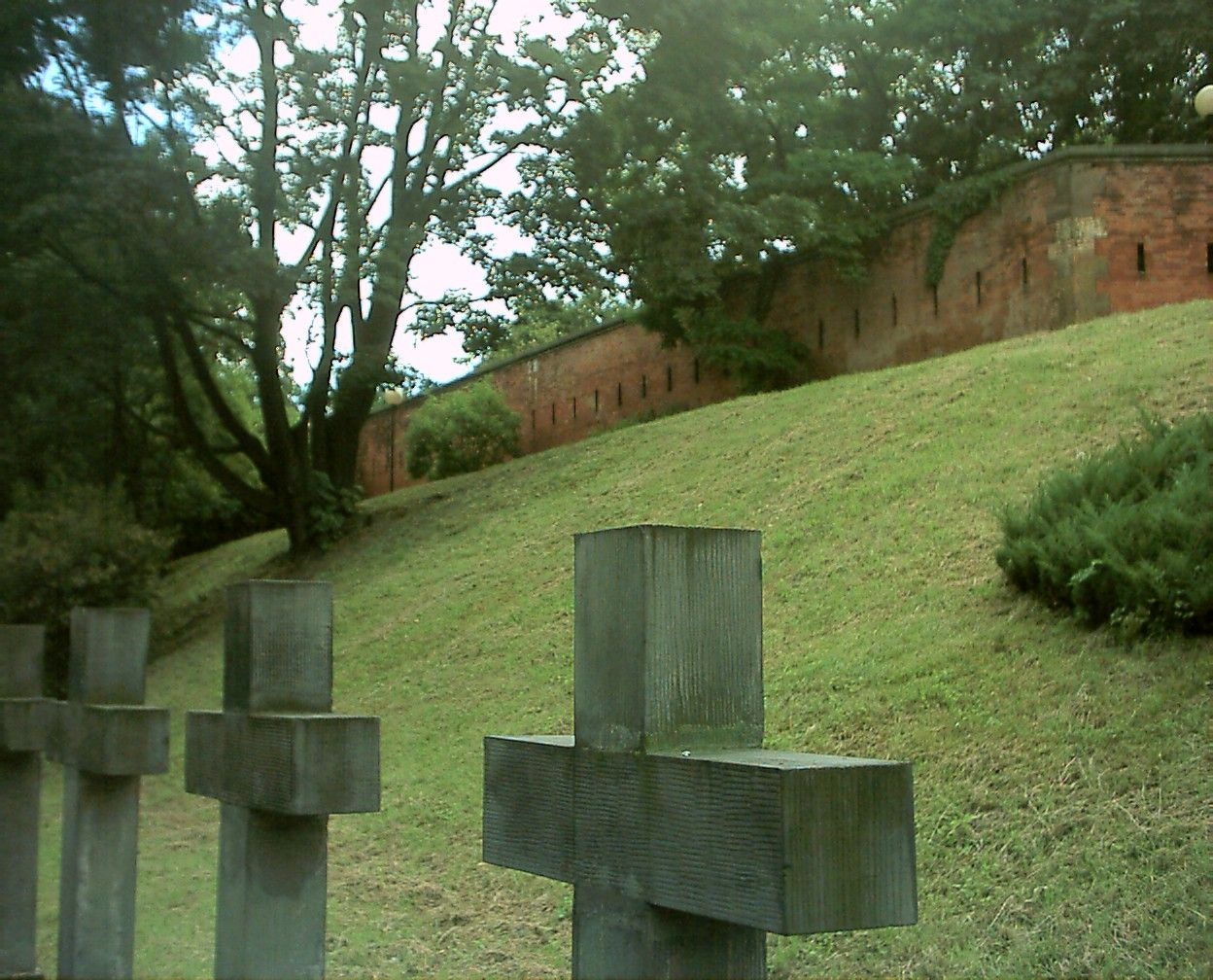
Cruces cerca del lugar de las ejecuciones.

Después de que Polonia recuperó su independencia en 1918 se hizo cargo de la ciudadela el ejército polaco. Fue utilizada como guarnición, campo de entrenamiento de infantería, y depósito para material de guerra. Durante el alzamiento de Varsovia de 1944, la guarnición alemana impidió que las unidades de los patriotas polacos del centro de la ciudad pudieran unirse con las unidades del barrio de Żoliborz, situado al norte de Varsovia. La fortaleza sobrevivió a la ocupación alemana y en 1945 se convirtió de nuevo en propiedad del ejército polaco.